# Leichtathletik-Europameisterschaften 1994/100 m der Männer

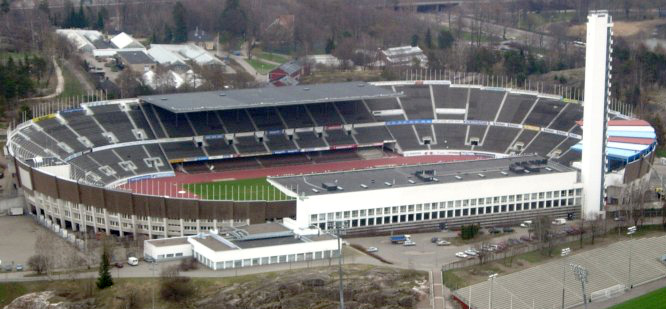
Das Olympiastadion von Helsinki im Jahr 2005

Der 100-Meter-Lauf der Männer bei den Leichtathletik-Europameisterschaften 1994 wurde am 7. und 8. August 1994 im Olympiastadion der finnischen Hauptstadt Helsinki ausgetragen.
Seinen dritten Europameistertitel in Folge errang der britische Olympiasieger von 1992, Weltmeister von 1993 und Europarekordinhaber Linford Christie.
Den zweiten Platz belegte der Norweger Geir Moen, der drei Tage später den 200-Meter-Lauf gewann.
Bronze ging an Alexandr Porchomowski aus Russland.

## Rekorde

### Bestehende Rekorde
| Weltrekord           | 9,85 s  | Leroy Burrell    | Lausanne, Schweiz            | 6. Juli 1994    |
| Europarekord         | 9,87 s  | Linford Christie | WM Stuttgart, BR Deutschland | 15. August 1993 |
| Meisterschaftsrekord | 10,09 s | Linford Christie | EM Split, Jugoslawien        | 28. August 1990 |

### Rekordverbesserung
Der britische Europameister Linford Christie verbesserte seinen eigenen Meisterschaftsrekord im ersten Viertelfinallauf am 7. August bei einem Rückenwind von 0,7 m/s um eine Hundertstelsekunde auf 10,08 Sekunden. Zu seinem eigenen Europarekord fehlten ihm 21 Hundertstelsekunden, zum Weltrekord 23 Hundertstelsekunden.

## Legende
| CR | Championshiprekord |

## Vorrunde
7. August 1994
Die Vorrunde wurde in sechs Läufen durchgeführt. Die ersten vier Athleten pro Lauf – hellblau unterlegt – sowie die darüber hinaus acht zeitschnellsten Läufer – hellgrün unterlegt – qualifizierten sich für die Viertelfinalläufe.

### Vorlauf 1
Wind: −0,9 m/s
| Platz | Name               | Nation         | Zeit (s) |
| ----- | ------------------ | -------------- | -------- |
| 1     | Hermann Lomba      | Frankreich     | 10,42    |
| 2     | Alexandros Terzian | Griechenland   | 10,46    |
| 3     | Yiannis Zisimides  | Zypern         | 10,48    |
| 4     | Toby Box           | Großbritannien | 10,54    |
| 5     | Dmitriy Vanyaikin  | Ukraine        | 10,57    |
| 6     | Ari Pakarinen      | Finnland       | 10,62    |
| 7     | Mario Bonello      | Malta          | 11,16    |

### Vorlauf 2
Wind: +0,8 m/s
| Platz | Name                 | Nation       | Zeit (s) |
| ----- | -------------------- | ------------ | -------- |
| 1     | Geir Moen            | Norwegen     | 10,29    |
| 2     | Marc Blume           | Deutschland  | 10,36    |
| 3     | Andrei Grigorjew     | Russland     | 10,37    |
| 4     | Aléxandros Yenovélis | Griechenland | 10,49    |
| 5     | Pedro Pablo Nolet    | Spanien      | 10,50    |
| 6     | Jukka Vähäkangas     | Finnland     | 10,54    |
| 7     | Thomas Leandersson   | Schweden     | 10,59    |

### Vorlauf 3
Wind: +0,3 m/s
| Platz | Name             | Nation         | Zeit (s) |
| ----- | ---------------- | -------------- | -------- |
| 1     | Linford Christie | Großbritannien | 10,39    |
| 2     | Patrick Stevens  | Belgien        | 10,41    |
| 3     | Kennet Kjensli   | Norwegen       | 10,44    |
| 4     | Lasse Juusela    | Finnland       | 10,54    |
| 5     | Sergej Korneljuk | Belarus        | 10,56    |
| 6     | Pascal Thurnherr | Schweiz        | 10,60    |
| 7     | Siniša Ergotić   | Kroatien       | 10,80    |

### Vorlauf 4
Wind: −0,8 m/s
| Platz | Name                   | Nation      | Zeit (s) |
| ----- | ---------------------- | ----------- | -------- |
| 1     | Alexandr Porchomowski  | Russland    | 10,34    |
| 2     | Oleg Kramarenko        | Ukraine     | 10,35    |
| 3     | Peter Karlsson         | Schweden    | 10,44    |
| 4     | Regillio van der Vloot | Niederlande | 10,52    |
| 5     | Ezio Madonia           | Italien     | 10,62    |
| 6     | Marek Zalewski         | Polen       | 10,69    |
| 7     | Frutos Feo             | Spanien     | 10,74    |

### Vorlauf 5
Wind: −0,4 m/s
| Platz | Name                 | Nation         | Zeit (s) |
| ----- | -------------------- | -------------- | -------- |
| 1     | Anninos Markoullidis | Zypern         | 10,40    |
| 2     | Jason John           | Großbritannien | 10,41    |
| 3     | Daniel Cojocaru      | Rumänien       | 10,46    |
| 4     | Éric Perrot          | Frankreich     | 10,53    |
| 5     | Stefan Burkart       | Schweiz        | 10,53    |
| 6     | Domenico Nettis      | Italien        | 10,63    |
| 7     | Guntis Zalitis       | Lettland       | 10,75    |

### Vorlauf 6
Wind: −0,4 m/s
| Platz | Name                | Nation       | Zeit (s) |
| ----- | ------------------- | ------------ | -------- |
| 1     | Dave Dollé          | Schweiz      | 10,52    |
| 2     | Sandro Floris       | Italien      | 10,52    |
| 3     | Alexios Alexopoulos | Griechenland | 10,55    |
| 4     | Matias Ghansah      | Schweden     | 10,61    |
| 5     | Wiktor Maltschugin  | Russland     | 10,70    |
| 6     | Kfir Golan          | Israel       | 10,72    |

## Viertelfinale
7. August 1994
Aus den vier Viertelfinalläufen qualifizierten sich die ersten vier Athleten pro Lauf – hellblau unterlegt – für das Halbfinale.

### Viertelfinallauf 1
Wind: +0,7 m/s
| Platz | Name                   | Nation         | Zeit (s) |
| ----- | ---------------------- | -------------- | -------- |
| 1     | Linford Christie       | Großbritannien | 10,08 CR |
| 2     | Alexandros Terzian     | Griechenland   | 10,31    |
| 3     | Dave Dollé             | Schweiz        | 10,35    |
| 4     | Kennet Kjensli         | Norwegen       | 10,37    |
| 5     | Éric Perrot            | Frankreich     | 10,55    |
| 6     | Regillio van der Vloot | Niederlande    | 10,56    |
| 7     | Sergej Korneljuk       | Belarus        | 10,57    |
| 8     | Thomas Leandersson     | Schweden       | 10,70    |

### Viertelfinallauf 2
Wind: −0,3 m/s
| Platz | Name                  | Nation         | Zeit (s) |
| ----- | --------------------- | -------------- | -------- |
| 1     | Alexandr Porchomowski | Russland       | 10,28    |
| 2     | Oleg Kramarenko       | Ukraine        | 10,31    |
| 3     | Jason John            | Großbritannien | 10,37    |
| 4     | Peter Karlsson        | Schweden       | 10,40    |
| 5     | Stefan Burkart        | Schweiz        | 10,41    |
| 6     | Lasse Juusela         | Finnland       | 10,57    |
| 7     | Ezio Madonia          | Italien        | 10,63    |
| 8     | Alexios Alexopoulos   | Griechenland   | 10,69    |

### Viertelfinallauf 3
Wind: +0,5 m/s
| Platz | Name              | Nation      | Zeit (s) |
| ----- | ----------------- | ----------- | -------- |
| 1     | Geir Moen         | Norwegen    | 10,27    |
| 2     | Marc Blume        | Deutschland | 10,31    |
| 3     | Daniel Cojocaru   | Rumänien    | 10,31    |
| 4     | Patrick Stevens   | Belgien     | 10,41    |
| 5     | Yiannis Zisimides | Zypern      | 10,51    |
| 6     | Pedro Pablo Nolet | Spanien     | 10,54    |
| 7     | Matias Ghansah    | Schweden    | 10,55    |
| 8     | Pascal Thurnherr  | Schweiz     | 10,71    |

### Viertelfinallauf 4
Wind: +1,4 m/s
| Platz | Name                 | Nation         | Zeit (s) |
| ----- | -------------------- | -------------- | -------- |
| 1     | Hermann Lomba        | Frankreich     | 10,34    |
| 2     | Toby Box             | Großbritannien | 10,35    |
| 3     | Aléxandros Yenovélis | Griechenland   | 10,35    |
| 4     | Anninos Markoullidis | Zypern         | 10,40    |
| 5     | Sandro Floris        | Italien        | 10,41    |
| 6     | Andrei Grigorjew     | Russland       | 10,47    |
| 7     | Dmitriy Vanyaikin    | Ukraine        | 10,54    |
| 8     | Jukka Vähäkangas     | Finnland       | 10,63    |

## Halbfinale
8. August 1994
Aus den beiden Halbfinalläufen qualifizierten sich die jeweils ersten vier Athleten – hellblau unterlegt – für das Finale.

### Halbfinallauf 1
Wind: −0,7 m/s
| Platz | Name               | Nation         | Zeit (s) |
| ----- | ------------------ | -------------- | -------- |
| 1     | Linford Christie   | Großbritannien | 10,19    |
| 2     | Jason John         | Großbritannien | 10,39    |
| 3     | Daniel Cojocaru    | Rumänien       | 10,45    |
| 4     | Alexandros Terzian | Griechenland   | 10,46    |
| 5     | Hermann Lomba      | Frankreich     | 10,49    |
| 6     | Patrick Stevens    | Belgien        | 10,56    |
| 7     | Dave Dollé         | Schweiz        | 10,59    |
| 8     | Kennet Kjensli     | Norwegen       | 10,62    |

### Halbfinallauf 2
Wind: +1,7 m/s
| Platz | Name                  | Nation         | Zeit (s) |
| ----- | --------------------- | -------------- | -------- |
| 1     | Geir Moen             | Norwegen       | 10,20    |
| 2     | Alexandr Porchomowski | Russland       | 10,26    |
| 3     | Oleg Kramarenko       | Ukraine        | 10,34    |
| 4     | Marc Blume            | Deutschland    | 10,38    |
| 5     | Peter Karlsson        | Schweden       | 10,41    |
| 6     | Toby Box              | Großbritannien | 10,46    |
| 7     | Anninos Markoullidis  | Zypern         | 10,53    |
| 8     | Aléxandros Yenovélis  | Griechenland   | 10,59    |

## Finale

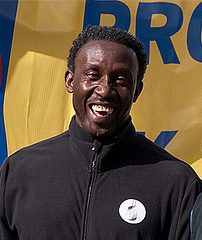
Linford Christie, unter anderem Olympiasieger von 1992, Weltmeister von 1993 und Europarekordinhaber, errang seinen dritten EM-Titel in Folge

8. August 1994
Wind: −0,5 m/s
| Platz | Name                  | Nation         | Zeit (s) |
| ----- | --------------------- | -------------- | -------- |
| 1     | Linford Christie      | Großbritannien | 10,14    |
| 2     | Geir Moen             | Norwegen       | 10,30    |
| 3     | Alexandr Porchomowski | Russland       | 10,31    |
| 4     | Oleg Kramarenko       | Ukraine        | 10,38    |
| 5     | Daniel Cojocaru       | Rumänien       | 10,39    |
| 6     | Marc Blume            | Deutschland    | 10,40    |
| 7     | Alexandros Terzian    | Griechenland   | 10,42    |
| 8     | Jason John            | Großbritannien | 10,46    |

## Videolinks
- 4827 European Track & Field 100m Men, www.youtube.com, abgerufen am 31. Dezember 2022
- Men's 100m Final European Champs Helsinki 1994, www.youtube.com, abgerufen am 31. Dezember 2022